# 千葉県立船橋豊富高等学校
千葉県立船橋豊富高等学校（ちばけんりつ ふなばしとよとみこうとうがっこう）は、千葉県船橋市豊富町にある県立高等学校。周辺の公共交通機関はバスのみ。通称は「豊富」（とよとみ）、「豊高」（とよこう）、「FT」（えふてぃー）。

## 沿革
- 1983年（昭和58年）4月7日 - 開校  2023年 (令和5年）福祉コース設置

## アクセス
- 三咲駅から船橋新京成バスセコメディック病院行き約15分、終点下車徒歩5分
- 北習志野駅から船橋新京成バスセコメディック病院行き約25分、終点下車徒歩5分
- 小室駅から船橋新京成バス北習志野駅行き、アンデルセン公園下車徒歩8分